# استریکتلی بالروم
استریکتلی بالروم (به انگلیسی: Strictly Ballroom) یک فیلم کمدی رمانتیک استرالیایی محصول سال ۱۹۹۲ به کارگردانی و نویسندگی مشترک باز لورمن در اولین تجربه کارگردانی فیلم بلند او است. این فیلم نخستین اثر از سه‌گانه پرده سرخ لورمن با مضمون تئاتر است؛ پس از آن فیلم‌های رومئو + ژولیت در سال ۱۹۹۶ و مولن روژ! در سال ۲۰۰۱ ساخته شدند.